# Elements of War
Elements of War — компьютерная игра, разработанная компанией Lesta. Это массовая многопользовательская онлайновая стратегия в реальном времени с наличием однопользовательской кампании, проходящей на фоне глобальной техногенной катастрофы.
В результате вышедших из-под контроля испытаний экспериментального климатического оружия был полностью разрушен Вашингтон, погребя под своими обломками все высшее руководство страны. Это стало первым звеном в целой череде экологических катастроф по всему миру, и послужило причиной отправки в США, терзаемые борющимися за власть группировками военных, международного экспедиционного корпуса европейской коалиции.
Игрока ждут захватывающие сражения, отличающиеся высоко детализированной анимацией игрового мира, реалистичной физикой разрушений и динамическим изменением погоды, непосредственно влияющим на игровой процесс. Увлекательный геймплей обеспечивают возможность игры за Российскую Армию и Армию США в онлайн-режиме; PVE-миссии, в которых игроку придется сразиться с наводнившими страну бандами мародеров; более 25 различных апгрейдов боевой техники, среди которых как реально существующие образцы, так и футуристические «погодные элементали».

## Особенности проекта
- Привычное для фанатов RTS классическое управление
- Сражения на локациях площадью до 2 кв. километров
- Десятки высокодетализированных юнитов под управлением игрока
- Армейская система званий в онлайн игре
- 10 масштабных миссий в однопользовательской кампании
- Онлайн противостояние армий России и Соединенных Штатов, и возможность принять одну из сторон конфликта
- Красивые ландшафты, потрясающая графика и реалистичная физика разрушений.
- Возможность использования уникального климатического оружия, создавая ураганы и дыры в озоновом слое и атакуя врагов магматическими фонтанами.
- События игры происходят в тщательно смоделированных локациях, максимально приближенных к реальным городам, военным базам и даже природным ландшафтам.

## Геймплей в MMORTS
Игровой процесс в онлайн-режиме Elements of War разделяется на две основные составляющие: стратегическую и тактическую. В стратегическом режиме игрок попадает на глобальную карту Соединенных Штатов, разделённую на 50 секторов. Из сектора, находящего под контролем игрока можно выдвинуть войска для захвата сектора противника. Для того чтобы взять каждый сектор под свой контроль, требуется выиграть не менее 100 тактических битв на его территории. Тактический бой проходит в режиме классической RTS: находящиеся под управлением игрока войска должны захватить все нейтральные или контролируемые противником контрольные точки. Тактические боевые единицы состоят из пехоты, бронетехники, авиации и уникальных «погодных элементалей», способных направленно генерировать стихийные бедствия.

## Сюжет
В результате вышедших из-под контроля испытаний экспериментального климатического оружия был полностью разрушен Вашингтон, погребя под своими обломками все высшее руководство страны. Это стало первым звеном в целой череде экологических катастроф по всему миру, и послужило причиной отправки в США, терзаемые борющимися за власть группировками военных, международного экспедиционного корпуса европейской коалиции…
Сюжетная канва игры достаточно близка международной аудитории, предусматриваются две игровые кампании за Американский альянс и Европейский альянс. Первая кампания (США) посвящена борьбе американского спецподразделения «Патриоты» с охватившим страну хаосом и за контроль над частью сети секретных лабораторий, занимавшихся разработкой «оружия стихий». Вторая, доступная после прохождения первой, кампания (Европа) посвящена действиям военных отрядов Европейской Научной Миссии и частей Спецназа РФ, в США. По сюжету игры, вследствие неудачного испытания погодного оружия, проведенного одной из лабораторий сети «Четыре стихии», на территории США возникает устойчивый гиперциклон, представляющий собой увеличенный в десятки раз ураган. Он постепенно разрастается, покрывая всю северную часть континента, и медленно уничтожает атмосферу, всасывая в себя огромные массы воздуха. Появление этой «аномалии» вызывает катастрофические последствия и в других регионах земли — подземные толчки, волны цунами, ливневые дожди и пр. Население США в панике бежит на юг, правительство не контролирует ситуацию, появляются первые слухи о начале китайской агрессии. В этой непростой обстановке начинает действовать отряд американских военных из Эль-Пасо, известный под позывным «Патриоты».
Им предстоит выяснить обстоятельства катастрофы и открыть тайные интриги, начавшиеся внутри военно-научной сети «Четыре стихии» и в конечном итоге приведшие к катастрофе. «Патриоты» проходят путь с юга США до захваченных ураганом центральных районов, где сталкиваются (помимо мародеров, отрядов «плохих» военных и организаций) с новой силой — русским исследовательским отрядом. После первого конфликта и последовавшего перемирия кампания за США заканчивается. Во второй кампании объединённые силы «Патриотов» и российских спецназовцев через США пробиваются к центру урагана, где расположены наиболее важные элементы системы погодного оружия и предпринимают попытку ликвидировать аномалию. Более подробно сюжет игры будет описан в отдельном документе.
В движении по сюжетной линии антураж и логика миссий ощутимо меняются. В первых заданиях кампаний игрок увидит классическую атмосферу катастрофы (брошенные города, беженцы, мародеры, разруха) и будет противостоять вооруженным бандитам и мародерам из других военных подразделений.
В дальнейшем в игру начнут добавляться элементы научной фантастики — захваченные образцы опытного вооружения, экзоскелеты и специально спроектированные для работы в экстремальных условиях танки, секретные научные лаборатории и пр. Таким образом, антураж финальных миссий, проходящих в недрах гигантского урагана, будет значительно более зрелищным, а игрок будет использовать совершенно другие типы юнитов/оружия. В частности, активное и комплексное использование «сил природы» будет доступно после первой трети игры, хотя познакомиться с образцами этого вооружения (и последствиями его применения) игрок сможет уже в первых миссиях.

### История
Действие игры начинается в 2022 году после глобальной климатической катастрофы, до неузнаваемости изменившей Землю. Катастрофическое изменение климата было вызвано воздействием с территории Соединенных Штатов, наиболее пострадавших в ходе катастрофы. Волны цунами, гигантские ураганы и землетрясения прокатились по всему миру, уничтожив миллионы людей и практически разрушив цивилизацию. После катаклизма климат остался чрезвычайно нестабильным, а занявший всю северную часть США гигантский устойчивый гиперциклон начал медленно разрушать атмосферу планеты…
К 20-м годам третьего тысячелетия стало окончательно ясно, что человечество не может самостоятельно решить глобальные проблемы, вызванные нарушением климата Земли вследствие различных техногенных факторов. На помощь люди, как и многократно до этого, призвали технологический прогресс…

## Отряды
- "Патриоты" - протагонисты игры.
- "Вороны" - главные антагонисты игры. В прошлом охрана проекта "Водолей".
- Мародёры - антагонисты игры.

## Доктор Горо и проект «Стихии»
История не сохранила почти никаких достоверных сведений о легендарном основателе проекта «Стихии», докторе Рафаэле Горо. Со слов немногих свидетелей, «общавшихся с теми, кто видел доктора Горо», он был итальянцем, на рубеже веков эмигрировавшим в США. По другим данным, Горо был афроамериканцем, арабом или даже этническим кенийцем. В любом случае, в нашем распоряжении нет ни фотографии этого человека, ни каких бы то ни было достоверных сведений о его жизни. Однако, его вклад в историю проекта «Стихии» огромен.
Каким образом возникла связь Рафаэля Горо и высших кругов военной элиты Соединенных Штатов — неизвестно. Достоверно известно лишь то, что в 1999 году под эгидой Министерство Обороны США был основан Фонд Климатических Исследований (ФКИ), который возглавил человек, носивший такое имя. Однако Минобороны было только «официальным заказчиком» этого дорогостоящего предприятия — основные связи уходили через военно-промышленный комплекс в сферы финансовых магнатов, контролировавших к тому времени правительства большинства западных стран. Истинные цели создания огромного научного консорциума, вероятно, также были известны лишь единицам.
Проект «Стихии» был начат ФКИ в начале 2003 года при щедром финансировании Минобороны и ряда других правительственных и частных организаций. Было избрано несколько основных направлений исследований: метеорология (научная группа «Воздух — Север»), гидрология (группа «Вода — Восток») и сейсмология (группа «Земля — Запад»). Особняком стоявшая группа «Огонь — Юг» начала свою работу по исследованию в соответствующем направлении. Научные группы, в которые входили десятки исследовательских бригад и сотни специалистов, были размещены на нескольких базах-лабораториях, разбросанных по всем Соединенным Штатам. Факт существования проекта «Стихии» тщательно скрывался от общественности, а для охраны его научно-исследовательских объектов были привлечены частные охранные структуры и в том числе элитный отряд Dust Ravens, ранее работавший только по заказу правительства Соединенных Штатов.
Вероятно, одной из реальных целей проекта было создание инструментов, способных контролировать климатические процессы Земли, сочетающих сейсмическое, метеорологическое, гидрологическое и теллурическое воздействие. С помощью станций, аккумулирующих в своих генераторных установках огромную мощность, учёные рассчитывали скорректировать климат планеты, нивелировав последствия глобального потепления. Побочными результатами проекта стали многочисленные открытия, приведшие к созданию ряда перспективных военных разработок или, говоря проще, новых видов оружия. В силу чрезвычайной заинтересованности в этих разработках Министерства Обороны, в 2011 году от проекта «Стихии» была отделена военно-научная группа «Водолей», сконцентрировавшаяся на военных проектах и вскоре достигшая больших успехов. Позднее в неё вошла группа «Огонь — Юг» и часть военных специалистов из отряда Dust Ravens. В 2012-м г. эта часть проекта «Стихии» была переформирована в «Водолей 2» и ещё более обособлена, даже ведущие работники других научных групп не имели теперь доступа к разработкам «водолеев».

## Хронология проекта «Стихии», 2012—2022
13.05.2012 — Полное отделение группы «Водолей» от проекта «Стихии». Dust Ravens, как наиболее оснащенное военное подразделение, полностью переведено для охраны объектов «Водолея».
25.09.2012 — Штаб-квартира «Водолея» переведена в изолированный от внешнего мира подземный научный комплекс «Ковчег» в штате Невада.
01.02.2018 — Закончена и сдана в эксплуатацию метеоинженерная станция «Император», первый объект эксперимента «Титан», запланированного на 2022 г.
22.09.2018 — Девятибалльное землетрясение в Жёлтом море вызывает волну цунами, от которой на берегу гибнет более 300 тыс. человек.
25.08.2022 — Начало экспериментальной коррекции движения воздушных масс в рамках первого этапа «Титана». Сбой в работе компьютеров и включение на полную мощность узловых метеоинженерных станций…

## КРИ 2010
8-я Конференция Разработчиков компьютерных Игр, проходившая в Москве 14-16 мая 2010 г. принесла первую профессиональную награду MMORTS Elements of War. По итогам заседания жюри, в которое вошли руководители крупнейших издателей и разработчиков, а также представители ведущих журналов и игровых порталов, Elements of War был удостоен почетного «Приза от прессы КРИ 2010». На тот момент
бета-тест онлайн-версии ещё не был запущен, но эта высокая награда, присужденная наиболее объективными и компетентными критиками — игровыми журналистами, показала, что работа над проектом Elements of War движется в правильном направлении.